# Георги Чаушов
Георги Димитров Чаушов е български художник карикатурист и аниматор.

## Биография
През 1966 г. завършва Висшия институт по изобразително изкуство (днес Национална художествена академия), специалност илюстрация, в класа на проф. Веселин Стайков. От 1968 г. започва да взема участие в общите художествени изложби на СБХ.
Известен е с карикатурите си за сатиричния вестник „Стършел“, както и списание „Жената днес“ и списание „Карикатура“. Карикатурите му често са обозначени с „Без думи“. Типичния си фолклорно-ориентиран стил на рисуване Чаушов демонстрира и като илюстратор на множество книги: с народни приказки, български пословици и др.
Чаушов е режисьор на анимационните филми „Гротеска“ (1975), „Човекът“ (1976), „Ушите“ (1977) и „Мираж“ (1981).
Георги Чаушов е автор на образа на Сънчо със сините крилца на звездички, черна коса и малка жълта свирчица. Той участва като автор-художник в екип със Зденка Дойчева, която е режисьор на тези шапки на „Лека нощ, деца!“
Сънчо със сините крилца на звездички е най-общоизвестният образ, излязъл под ръката на Георги Чаушов. Той е любим герой на много поколения българи.
Носител е на множество отличия, сред които:
- наградата на СБХ за карикатура (1964 – 1966), за илюстрация (1967) и наградата „Илия Бешков“ (1980),
- награда на СБЖ (1974),
- награда на Студия за анимационни филми (1968).[2]

Умира на 7 март 2023 г.

## Авторски права за образа на Сънчо
През 2011 г. Георги Чаушов преотстъпва авторските права за образа на Сънчо на фирма „Сънчо“ ЕООД с управител Красимир Петров.